# Droste zu Erwitte

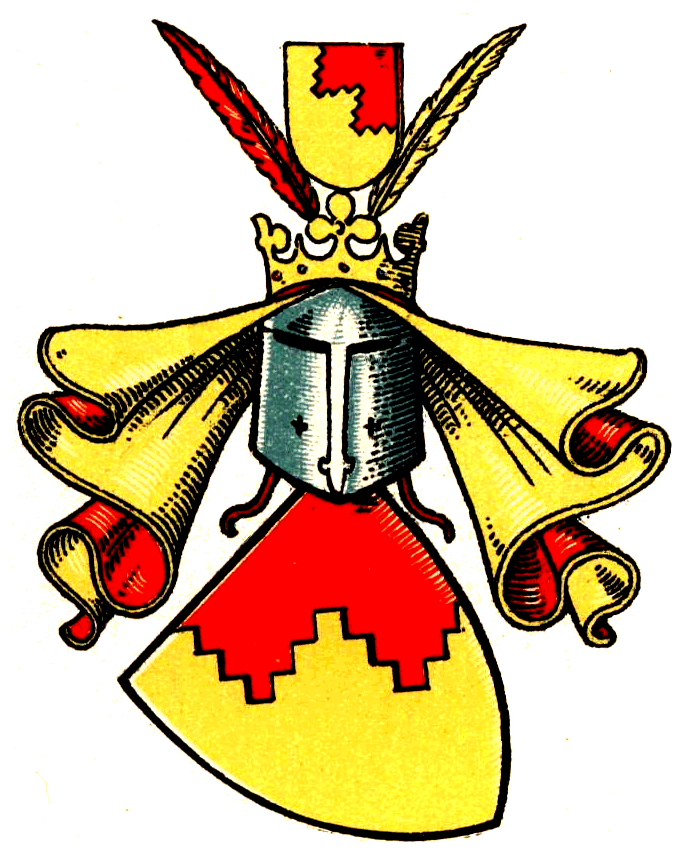
Wappen der Droste zu Erwitte

Droste zu Erwitte ist der Name eines erloschenen westfälischen Adelsgeschlechtes, das zunächst den Namen Droste zu Schweckhausen trug. Eine Nebenlinie waren die Droste zu Füchten.
Es ist nicht zu verwechseln mit der Familie von Erwitte oder der Familie von Landsberg, die das Amt eines Drosten in Erwitte innehatte. Ebenfalls nicht stammesverwandt war die Familie mit den Familien der Droste zu Hülshoff und der Droste zu Vischering.

## Geschichte
Die Familie ist ursprünglich ritterbürtig und hat sich nach dem Amt des Drosten genannt. Ältester bekannter Vertreter ist Dietrich Droste, der 1276 erstmals in Soest dokumentiert ist. Sein Sohn Radolf war Ratsherr in Soest und 1304 als Geldgeber des Erzbischofs von Köln belegt. Dietrichs Enkel Johann Drossete war zwischen 1341 und 1352 mehrfach Bürgermeister von Soest und wurde 1352 von Hermann Wulff von Lüdinghausen mit Gut Schweckhausen im Kreis Höxter belehnt.
Der Sohn Johann II. nahm in einer Fehde des Hochstifts Münster mit dem Herzogtum Braunschweig-Lüneburg im Jahr 1402 den Braunschweiger Herzog Heinrich gefangen. Einer der Nachkommen, ebenfalls Johann mit Namen, war als Kölner Domherr einer der Hauptkontrahenten von Kurfürst Gebhard I. von Waldburg bei dessen Versuch, den Protestantismus einzuführen.
Im 16. Jahrhundert haben sie Haus Erwitte erworben und nannten sich fortan Droste zu Erwitte.
Die Familie gehörte dem nordwestdeutschen Stiftsadel an und stellte zahlreiche Domherren und andere kirchliche Würdenträger in Fulda, Münster, Paderborn und Hildesheim. Mitglieder der Familie waren auch Landdrosten im Herzogtum Westfalen. Placidus von Droste wurde 1678 Fürstabt von Fulda. Dieser kaufte für seinen Bruder Kaspar Ferdinand Dietrich den Besitz Füchten. Dieser ließ die Burg um 1700 abtragen und ein Schloss am Berghang errichten. Damit entstand die Nebenlinie Droste zu Füchten.
Kaspar Ferdinand Droste zu Füchten war Domherr in Münster und Hildesheim sowie Kammerpräsident im Hochstift Münster. Friedrich Ferdinand Droste zu Füchten war Domherr in Paderborn und Domdechant in Münster. Die Linie erlosch Ende des 18. Jahrhunderts. Sie besaß durch Erbschaft auch das Obere Haus Amecke (das unmittelbar benachbarte Untere Haus gehörte den Freiherren von Wrede-Amecke, die 1758 auch das Obere Haus von den Droste wieder zurück erwarb).
Auch die Linie zu Erwitte erlosch in dieser Zeit. Haus Erwitte fiel über eine Erbtochter an die Freiherren von Landsberg.

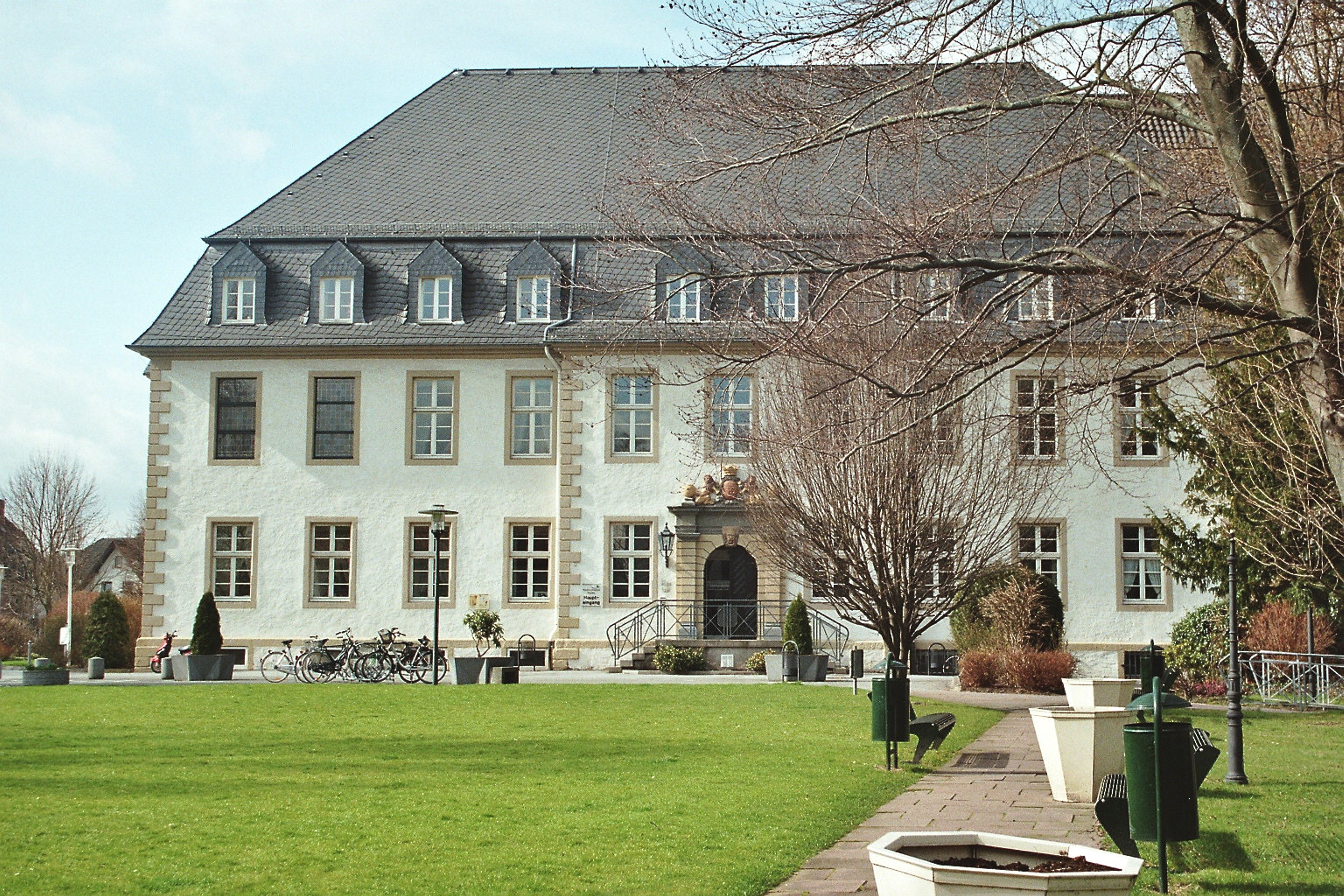
Haus Erwitte
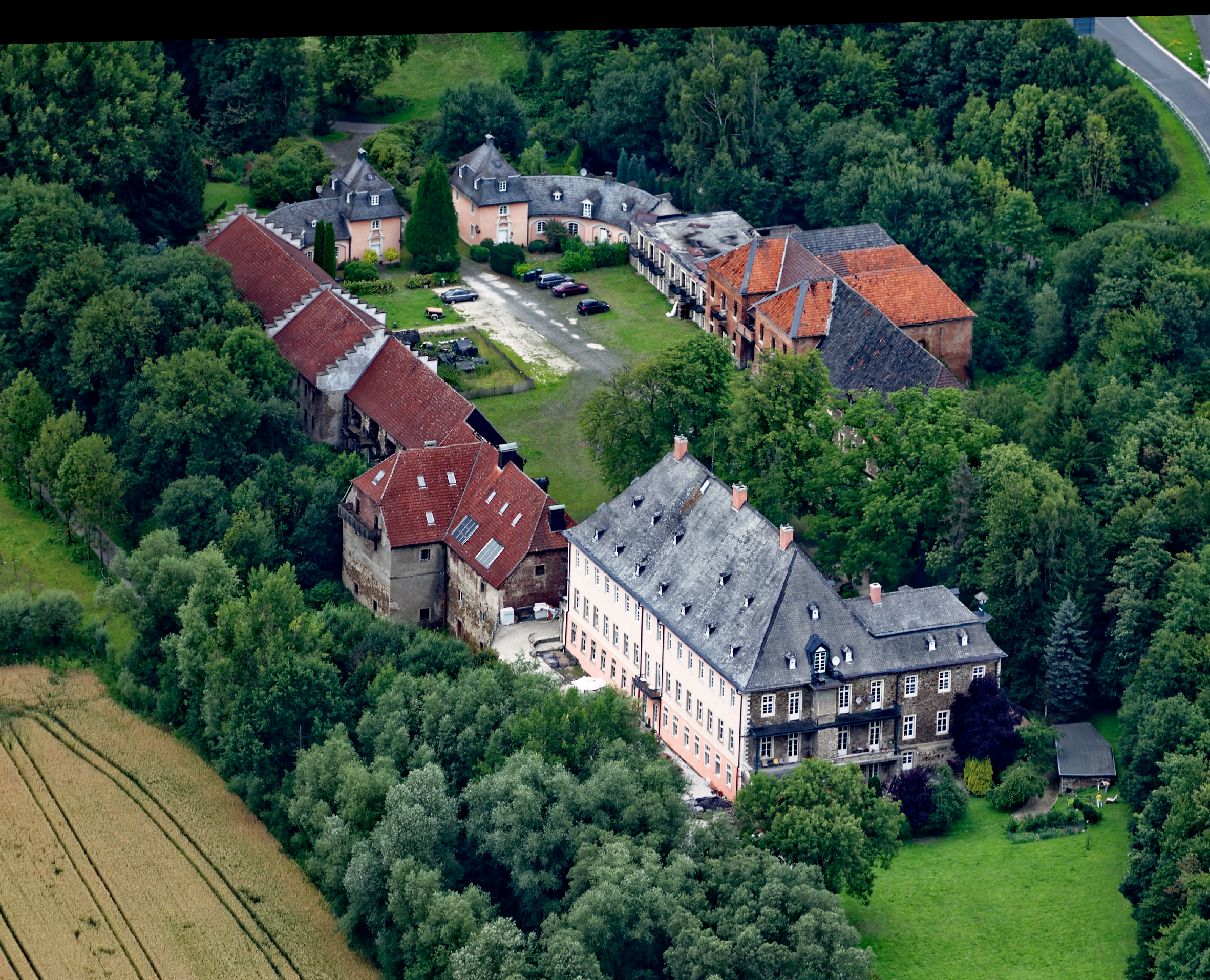
Haus Füchten
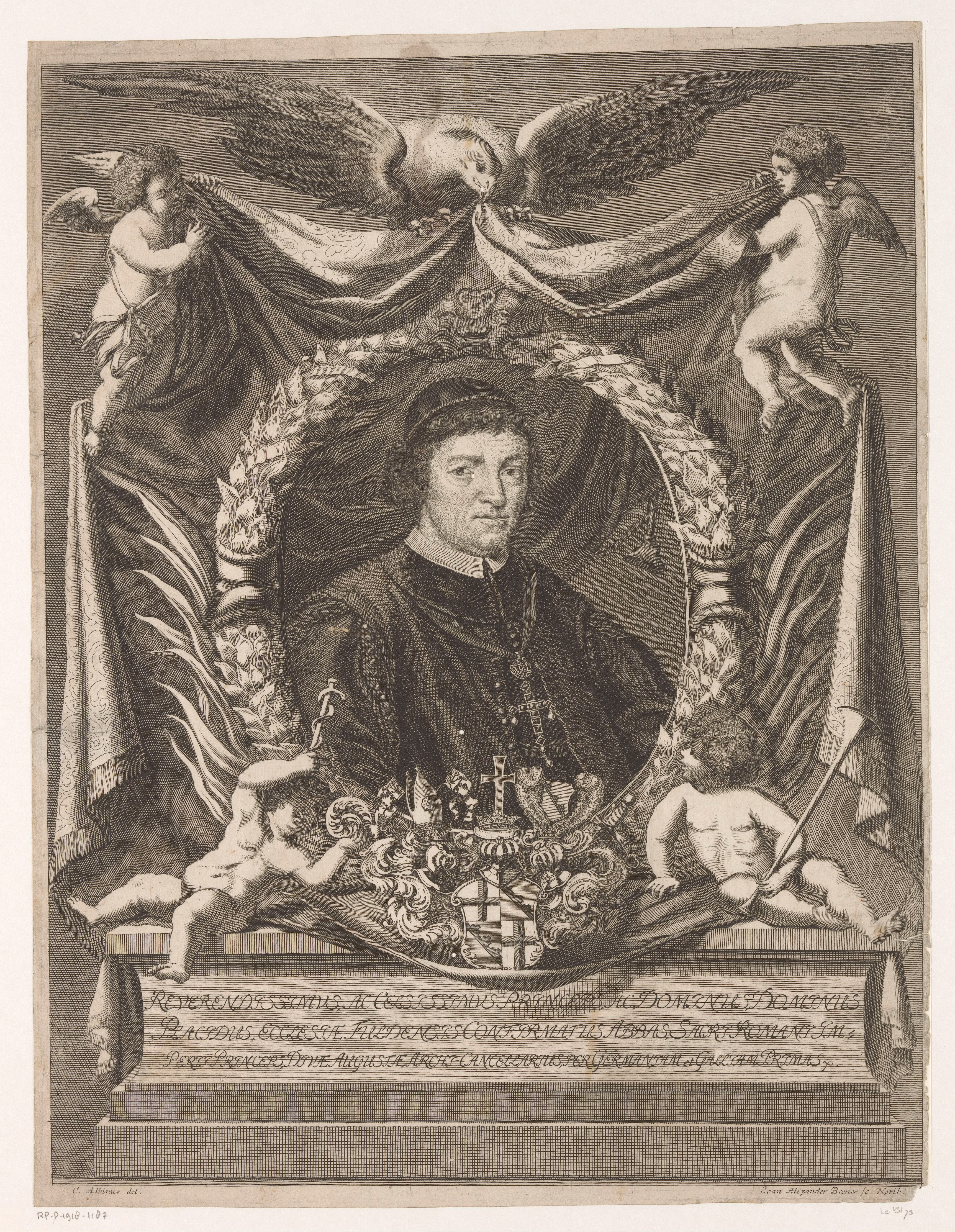
Porträt des Placidus von Droste als Fürstabt von Fulda
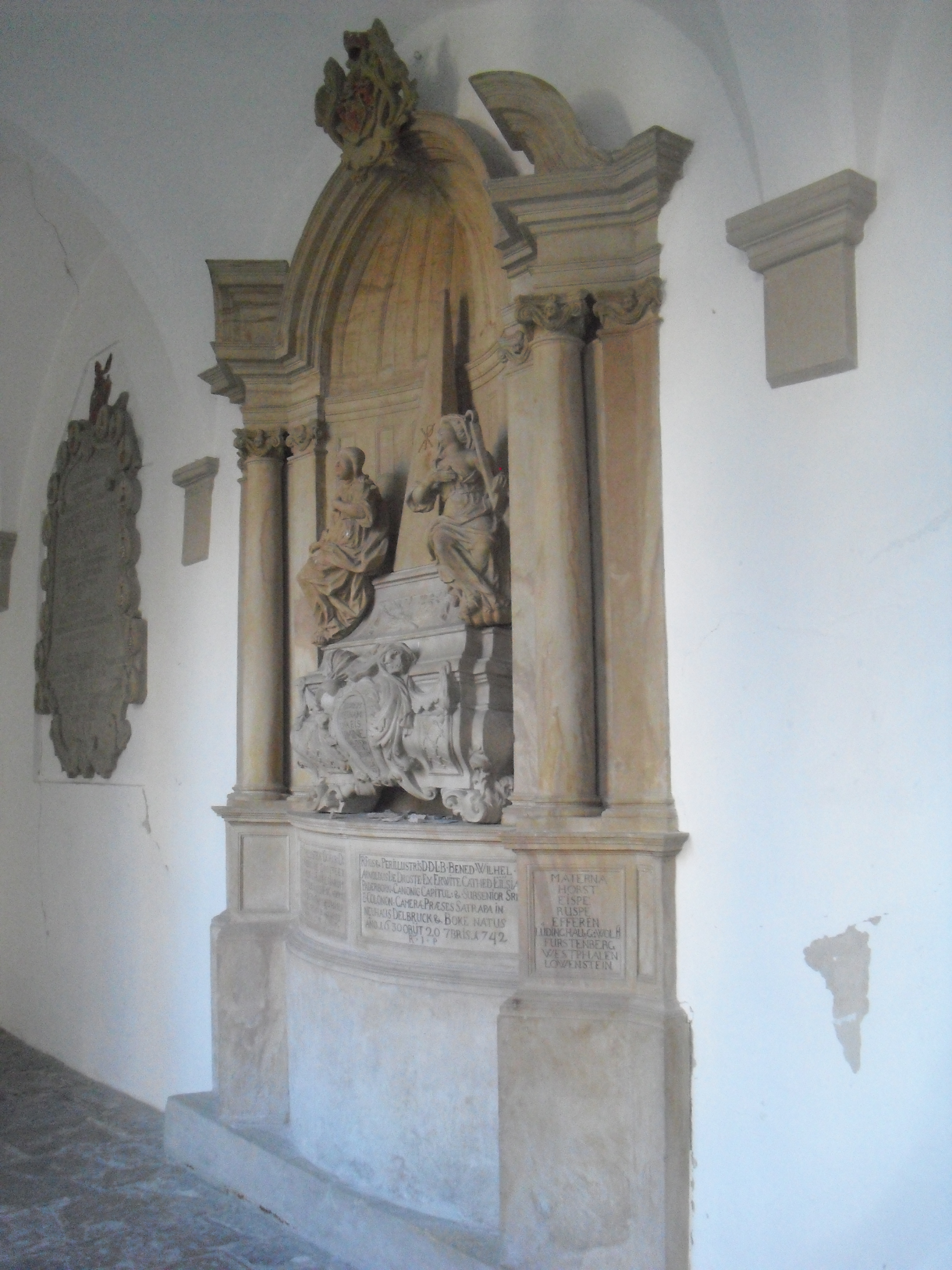
Epitaph der Brüder Benedikt Wilhelm und Ferdinand Friedrich von Droste zu Erwitte im Paderborner Dom
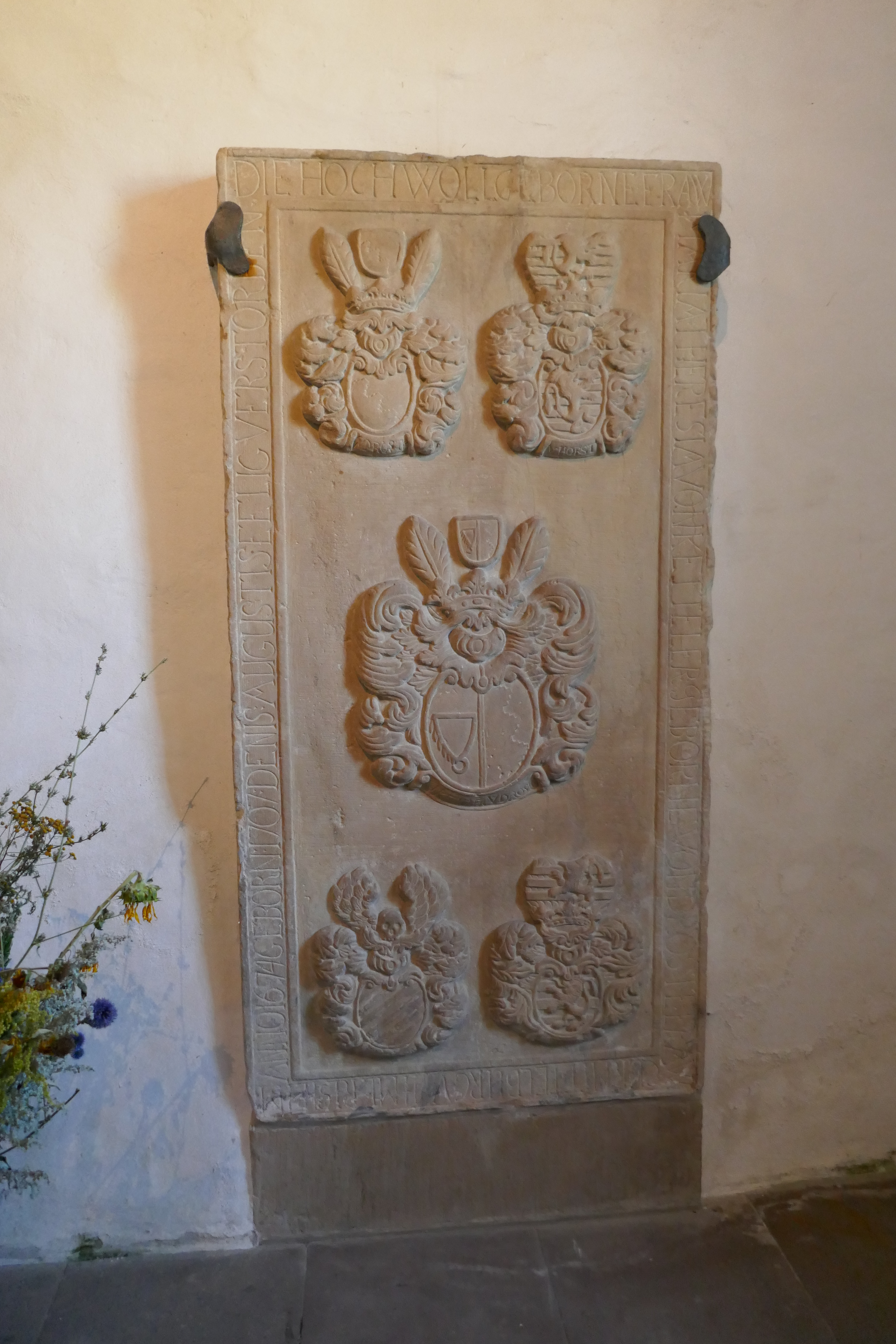
Grabplatte der Maria Theresia von Droste zu Erwitte in der Stiftskirche Neuenheerse

## Wappen
Blasonierung: Ein durch Treppenschnitt rechtsschräg Rot über Gold (oder Gold über Rot) geteilter Schild, jede Treppe von drei auf- und absteigenden Stufen. Auf dem gekrönten Helm mit rot-goldenen Decken der Schild zwischen einer roten und einer goldenen Fasanenfeder.

## Personen
- Placidus von Droste († 1700), Fürstabt von Fulda
- Engelbert Dietrich Ludwig von Droste zu Erwitte (* 23. Juli 1725; † 9. Juli 1769) war Dompropst in Hildesheim und war Landdrost des Herzogtums Westfalen
- Benedikt Wilhelm von Droste zu Erwitte († 1741), Landdrost und Domherr in Paderborn
- Ferdinand Friedrich von Droste zu Erwitte (1683–1728), Domherr in Münster und Paderborn
- Ferdinand Philipp von Droste zu Erwitte (1710–1736), Domherr in Münster und Osnabrück
- Johann Philipp von Droste zu Erwitte (1684–1734), Domherr in Münster und Paderborn

- Caspar Ferdinand Droste zu Füchten (* 21. November 1713; † 9. Juni 1774 in Hildesheim) war Domherr und Hofkammerpräsident in Münster.
- Ernst Dietrich Anton von Droste zu Füchten (* 1681; † 1. September 1731 auf Haus Füchten) war von 1728 bis 1731 Landdrost des Herzogtums Westfalen
- Friedrich Ferdinand Droste zu Füchten (1719–1770), deutscher Domdechant und Domherr
- Friedrich Wilhelm Droste zu Füchten (1712–1753), Domherr in Münster und Paderborn